# North Riding of Yorkshire
North Riding of Yorkshire, ofta kallat bara  North Riding, är ett historiskt distrikt i England, Storbritannien. Det är en av de tre traditionella delarna av Yorkshire.
Högsta punkten i North Riding är Mickle Fell med 788 meter. 
North Riding of Yorkshire fungerade som administrativt grevskap mellan 1889 och 1974. Idag är området uppdelat på North Yorkshire, County Durham och det sedan 1996 splittrade grevskapet Cleveland.
Ordet riding har fornnordiskt ursprung och syftar på något som är tredelat. I det här fallet handlar det om en uppdelning av Yorkshire i North Riding, East Riding och West Riding of Yorkshire.